# Al-Baghawī
Abū Muhammad al-Husain ibn Masʿūd al-Farrā' al-Baghawī (arabisch أبو محمد الحسين بن مسعود الفراء البغوي, DMG Abū Muḥammad al-Ḥusain ibn Masʿūd al-Farrāʾ al-Baġawī; geb. 1044 in Bagh in der Nähe von Herat; gest. 1117 oder 1122 in Marw al-Rudh) war ein persischer schafiitischer Gelehrter. Er ist der Autor einer bekannten Koranexegese (des Tafsīr-Werkes Maʿālim at-tanzīl / معالم التنزيل) und der Hadith-Sammlung Maṣābīḥ as-Sunna / مصابيح السنة. Seine Beinamen lauteten Rukn ad-Dīn und Muḥyi ‘s-Sunna. Al-Baghawi stammte aus der Ortschaft Bagh oder Baghschur in der Nähe von Herat. Dieser Herkunft hat er seine Nisba al-Baghawi („aus Bagh stammend“) zu verdanken. Der Namensbestandteil al-Farrāʾ (oft auch ibn al-Farrāʾ) ist auf den Beruf seines Vaters zurückzuführen. Dieser war Kürschner oder Fellhändler. Al-Baghawi wird als fromm und asketisch beschrieben. Über sein Leben ist wenig bekannt. Um 1067 ging er nach Marw ar-Rudh und studierte dort Fiqh und Hadith bei dem Qādī al-Ḥusain bin Muḥammad al-Marw ar-Rūdī. Später ließ er sich dort nieder. Er starb in hohem Alter und wurde an der Seite seines Lehrers al-Ḥusain begraben.

## Werke (Auswahl)
Al-Baghawi verfasste Werke in arabischer und persischer Sprache.
- Maʿālim at-tanzīl
- Maṣābīḥ as-sunna